# She's So Unusual
Albums de Cyndi Lauper
True Colors
(1986)
Singles
1. Girls Just Want to Have Fun
Sortie : 6 septembre 1983
2. Time After Time
Sortie : 27 janvier 1984
3. She Bop
Sortie : 2 juillet 1984
4. All Through the Night
Sortie : 3 septembre 1984
5. Money Changes Everything
Sortie : 22 décembre 1984
6. When You Were Mine
Sortie : 31 janvier 1985

She's So Unusual est le premier album de la chanteuse américaine Cyndi Lauper, sorti le 14 octobre 1983 sur le label Portrait Records (rattaché à Epic).
Cet album sera, pour la chanteuse, celui de la consécration, puisque 22 millions d'exemplaires seront vendus dans le monde,. Quatre singles majeurs en sont extraits : Girls Just Want to Have Fun, Time After Time, She Bop et All Through the Night.

## Distinctions
She's So Unusual permet à Cyndi Lauper de remporter le Grammy Award du meilleur nouvel artiste et d'obtenir une nomination pour le Grammy Award de la meilleure chanteuse pop lors de la 27e cérémonie des Grammy Awards en février 1985. Le disque est nommé dans la catégorie album de l'année et gagne le prix de la meilleure pochette d'album (Best Recording Package) grâce au travail de Janet Perr, tandis que les chansons Girls Just Want to Have Fun et Time After Time sont nommées respectivement dans les catégories enregistrement de l'année et chanson de l'année,.
Le magazine américain Rolling Stone classe l'album au 487e rang dans sa liste originale des 500 plus grands albums de tous les temps publiée en 2003. Dans la dernière version de cette liste, actualisée en 2020, l'album est classé 184e,.
Ce même magazine place She's So Unusual en 41e position des 50 plus grands albums de tous les temps catégorie "Women who rock" dans une liste établie en 2012.
L'album est également cité dans l'ouvrage de référence de Robert Dimery, Les 1001 albums qu'il faut avoir écoutés dans sa vie (1001 Albums You Must Hear Before You Die).
En 2018 il est ajouté au registre national des enregistrements (National Recording Registry) à la bibliothèque du Congrès à Washington aux États-Unis,.

## Réédition
En 2013, l'album est réédité sous le titre She's So Unusual (A 30th Anniversary Celebration), comprenant des démos et des remixes dont Girls Just Want to Have Fun, remixé par Yolanda Be Cool.

## Liste des titres

### Édition originale
| 1. | Money Changes Everything    | Tom Gray                   | 5:06 |
| 2. | Girls Just Want to Have Fun | Robert Hazard              | 3:58 |
| 3. | When You Were Mine          | Prince                     | 5:06 |
| 4. | Time After Time             | - Cyndi Lauper - Rob Hyman | 4:03 |

| 5.  | She Bop               | - Lauper - Rick Chertoff - Gary Corbett - Stephen Broughton Lunt | 3:51 |
| 6.  | All Through the Night | Jules Shear                                                      | 4:33 |
| 7.  | Witness               | - Lauper - John Turi                                             | 3:40 |
| 8.  | I'll Kiss You         | - Lauper - Shear                                                 | 4:12 |
| 9.  | He's So Unusual       | - Al Sherman - Al Lewis - Abner Silver                           | 0:45 |
| 10. | Yeah Yeah             | - Mikael Rickfors - Hasse Huss                                   | 3:18 |

| 11. | Money Changes Everything (Live)                                      | 4:35 |
| 12. | She Bop (Live)                                                       | 5:20 |
| 13. | All Through the Night (Live)                                         | 4:48 |
| 14. | Money Changes Everything (Live - uniquement sur l'édition japonaise) | 5:10 |

### She's So Unusual (A 30th Anniversary Celebration)
| 1.  | Money Changes Everything                                 | 5:06 |
| 2.  | Girls Just Want to Have Fun                              | 3:58 |
| 3.  | When You Were Mine                                       | 5:06 |
| 4.  | Time After Time                                          | 4:03 |
| 5.  | She Bop                                                  | 3:51 |
| 6.  | All Through the Night                                    | 4:33 |
| 7.  | Witness                                                  | 3:40 |
| 8.  | I'll Kiss You                                            | 4:12 |
| 9.  | He's So Unusual                                          | 0:45 |
| 10. | Yeah Yeah                                                | 3:18 |
| 11. | Girls Just Want to Have Fun (2013 Yolanda Be Cool remix) | 5:52 |
| 12. | Time After Time (2013 NERVO Back in Time remix)          | 4:53 |
| 13. | Time After Time (2013 Bent Collective remix)             | 7:15 |

| 1. | Girls Just Want to Have Fun (démo guitare 1983)                         |                                        | 3:32 |
| 2. | All Through the Night (répétitions en studio avec dialogues 1983)       |                                        | 5:30 |
| 3. | Rules and Regulations (répétitions 1983)                                | Jules Shear                            | 2:41 |
| 4. | Money Changes Everything (démo)                                         |                                        | 4:52 |
| 5. | Girls Just Want to Have Fun (démo)                                      |                                        | 3:22 |
| 6. | Right Track, Wrong Train (Face B du single Girls Just Want to Have Fun) | - Lauper - Ellie Greenwich - Jeff Kent | 4:40 |
| 7. | Witness (live, Boston, 1984)                                            |                                        | 3:12 |
| 8. | She Bop (Special Dance Mix 1984)                                        |                                        | 6:27 |
| 9. | Time After Time (Work in Progress rough mix)                            |                                        | 4:00 |

## Crédits
- Cyndi Lauper : Chant, chœurs, arrangements
- Rob Hyman : Claviers, chœurs, arrangements (tous les titres sauf When You Were Mine)
- Peter Wood : Synthétiseur
- Richard Termini : Synthétiseur
- Eric Bazilian : Basse, guitare, mélodica, saxophone (sur Yeah Yeah), chœurs, arrangements (tous les titres sauf When You Were Mine)
- Neil Jason : Basse, guitare
- Rick DiFonzo : Guitares acoustique et électrique
- William Wittman : Guitares, arrangements (sur When You Were Mine)
- Anton Fig : Batterie, percussions
- Rick Chertoff : Percussions, arrangements
- Krystal Davis : Chœurs
- Maretha Stewart : Chœurs
- Diane Wilson : Chœurs
- Jules Shear : Chœurs
- Ellie Greenwich : Chœurs
- John Agnello : Ingénieur, assistant ingénieur
- John Jansen : Ingénieur
- Rod O'Brien : Ingénieur
- George Marino : Mastering sur la réédition
- Lennie Petze : Producteur, producteur exécutif
- Annie Leibovitz : Photographie

## Classements hebdomadaires
| Classement (1983-1985)        | Meilleure place |
| ----------------------------- | --------------- |
| Allemagne (Media Control AG)  | 23              |
| Australie (Kent Music Report) | 3               |
| Autriche (Ö3 Austria Top 40)  | 5               |
| Canada (RPM 100 Albums)       | 1               |
| États-Unis (Billboard 200)    | 4               |
| Norvège (VG-lista)            | 4               |
| Nouvelle-Zélande (RIANZ)      | 3               |
| Pays-Bas (Mega Album Top 100) | 19              |
| Royaume-Uni (UK Albums Chart) | 16              |
| Suède (Sverigetopplistan)     | 22              |
| Suisse (Schweizer Hitparade)  | 8               |

| Classement (2014)          | Meilleure place |
| -------------------------- | --------------- |
| États-Unis (Billboard 200) | 150             |
| Italie (FIMI)              | 69              |

## Certifications
| Pays                       | Certifications | Unités certifiées |
| -------------------------- | -------------- | ----------------- |
| Allemagne (BVMI)           | Or             | 250 000           |
| Brésil (Pro-Música Brasil) | Or             | 20 000            |
| Canada (Music Canada)      | 8 × Platine    | 800 000           |
| États-Unis (RIAA)          | 7 × Platine    | 7 000 000         |
| France (SNEP)              | Or             | 100 000           |
| Nouvelle-Zélande (RMNZ)    | Platine        | 15 000            |
| Royaume-Uni (BPI)          | Or             | 100 000           |
| Suisse (IFPI)              | Platine        | 50 000            |